# Salix boganidensis
Salix boganidensis là một loài thực vật có hoa trong họ Liễu. Loài này được Trautv. miêu tả khoa học đầu tiên.